# Ilja Repin
Ilja Jefimovitsj Repin (Russisch: Илья́ Ефи́мович Ре́пин, Oekraïens: Ілля Юхимович Рєпін) (Tsjoehoejiv (Russische Rijk), 5 augustus [O.S. 24 juli] 1844 - Kuokkala (Finland), 29 september 1930) was een Russisch kunstschilder. Hij wordt beschouwd als de belangrijkste vertegenwoordiger van 'De Trekkers' ('Peredvizjniki'), een Russische kunstenaarsgroep die tot het Realisme wordt gerekend.

## Biografie

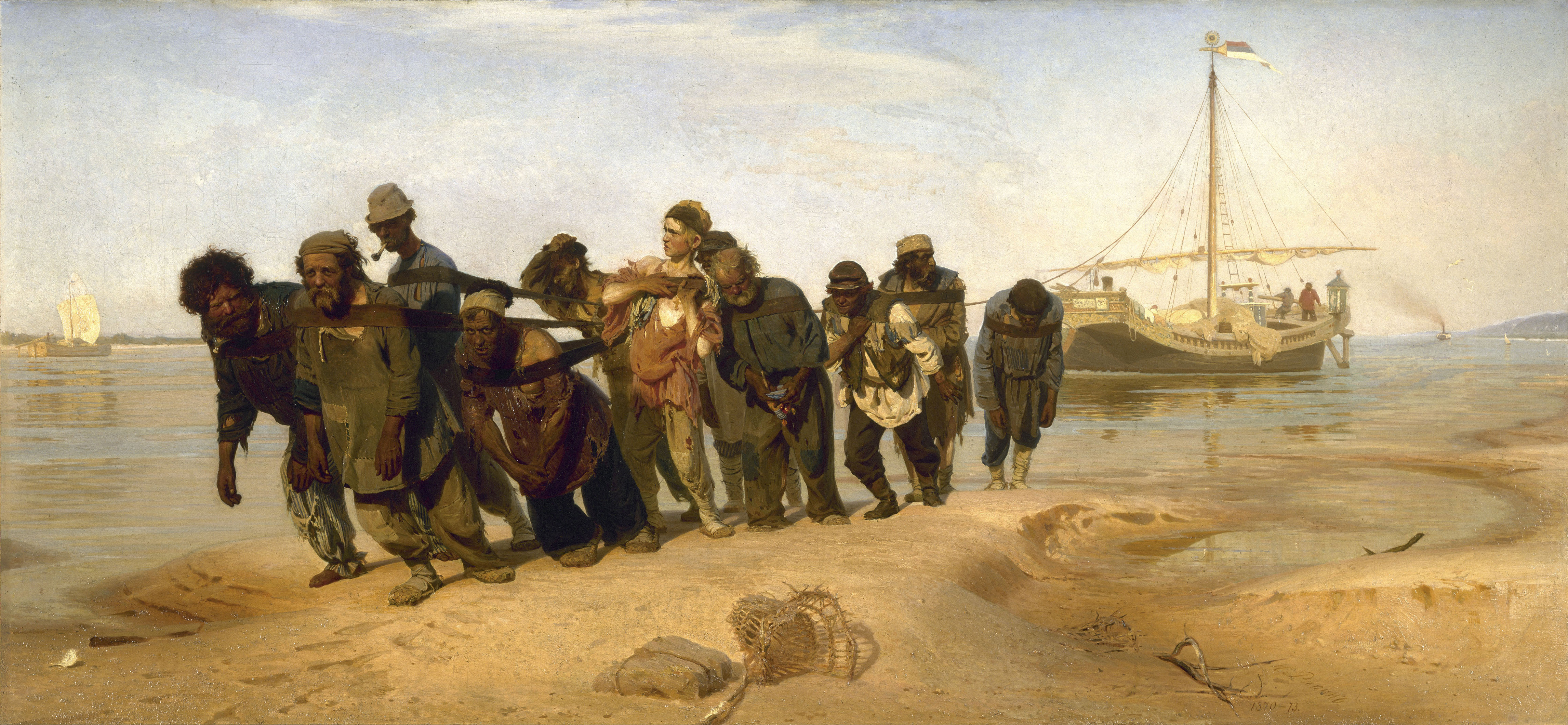
De Wolgaslepers, versie 2, 1873, Russisch Museum, Sint-Petersburg

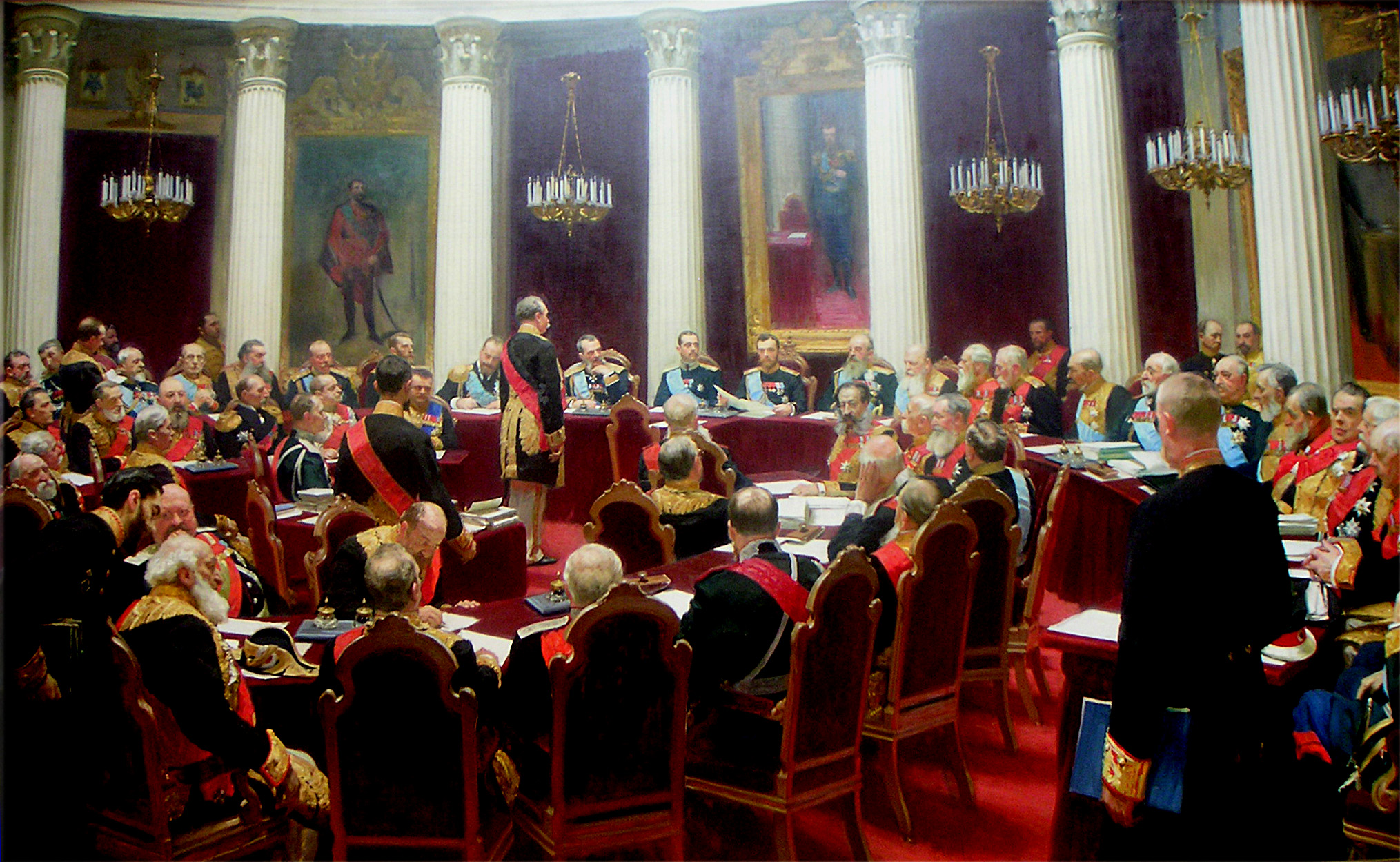
Staatsraad van het Russische Rijk (detail), 1903, Russisch Museum, Sint-Petersburg

### Jeugd
Repin werd geboren in Tsjoehoejiv, een stadje bij Charkov in het huidige Oekraïne, uit Russische ouders. Zijn vader, Jefim Vasiljevitsj, was lijfeigene en boer. Na 20 jaar in het leger mocht hij een vrij beroep kiezen en werd hij paardenhandelaar; een grootse carrière voor een lijfeigene. Het welzijn en de status van het gezin stegen daardoor aanzienlijk.
Zijn moeder, Tatjana Stepanovna, leerde zich lezen en organiseerde voor eigen kinderen, en voor kinderen uit de buurt, lessen, gegeven door plaatselijke leraren. Er bestond in die tijd geen georganiseerd schoolsysteem op het platteland. Ilja had minstens één zus, Oestja, die overleed toen hij dertien was, en één broer, Vasili, die later fluitist werd in het orkest van het Mariinskitheater. Zijn moeder stond vrijwel alleen voor de opvoeding van de kinderen aangezien Ilja's vader veel van huis was. Ilja mocht niet omgaan met kinderen van 'lagere stand'. Kunst stond in het gezin in groot aanzien.

### Studie
In 1857 werd Ilja opgeleid in de iconenwerkplaats van Ivan Boenakov in zijn geboorteplaats en later werkte hij aan verschillende iconostasen in omliggende dorpen. Ook werkte hij in het topografisch atelier van de legernederzetting.
In 1863 ging hij naar Sint-Petersburg en werd, na eerst te zijn afgewezen, in 1864 toegelaten tot de Keizerlijke Kunstacademie. Gedurende de eerste jaren op de academie woonde Repin in bij het gezin van architect Sjevtsov, wiens dochter, Vera, hij na zijn afstuderen trouwde.
In 1865 mocht hij zijn werk presenteren op de jaarlijkse tentoonstelling van de Academie. In 1871 voltooide hij zijn eindexamenstuk De opwekking van de dochter van Jairus; opgemerkt door de beroemde kunstcriticus Vladimir Stasov en genoemd in zijn kritiek op deze tentoonstelling. Later dat jaar ontmoette hij Vladimir Stasov. Zij werden vrienden en Stasov stelde Repin voor aan bevriende componisten, o.a. Modest Moessorgski en Nikolaj Rimski-Korsakov. In datzelfde jaar ontving hij voor de eerste versie van De Wolgaslepers (Russisch: Бурлаки на Волге, Boerlaki na Volge, NL: Boottrekkers van de Wolga) de eerste prijs van de Maatschappij ter bevordering van de kunst. Dit schilderij bevindt zich nu in de Tretjakovgalerij in Moskou.

### Volwaardig schilder
In 1872 trouwde Repin met Vera Sjevtsova. Uit dit huwelijk worden vier kinderen geboren: dochter Vera in 1872, zoon Joeri in 1877 en de dochters Nadja (Nadeshda) en Tatjana (1880).
In 1873 exposeerde hij de definitieve versie van De Wolgaslepers op de Academie en op de wereldtentoonstelling in Wenen en ontving daarvoor een bronzen medaille voor meesterschap. Hij werd hiermee op slag beroemd; het schilderij trok veel bekijks. Zelfs Fjodor Dostojevski, die geen liefhebber was van kritisch realisme, gaf enthousiaste kritieken in kranten over dit werkstuk van Repin.
Repin ging met een beurs van de Academie naar Wenen, Rome en Napels en vestigde zich in Parijs. In 1875 zag hij in Londen werk van Rembrandt dat grote indruk op hem maakte. In 1876 keerde hij terug naar Sint-Petersburg, waar in 1877 zijn zoon Joeri werd geboren. Kort daarop verhuisde hij naar Moskou. In 1878 werd hij lid van de 'Peredvizjniki' ('De Trekkers'). Repin raakte, met andere schilders, onder de indruk van kunsthistorische schatten in kloosters rondom Moskou. Tijdens zijn verblijf op het landgoed Abramtsevo maakte mecenas Mamontov Repin enthousiast voor Oud-Russische kunst.

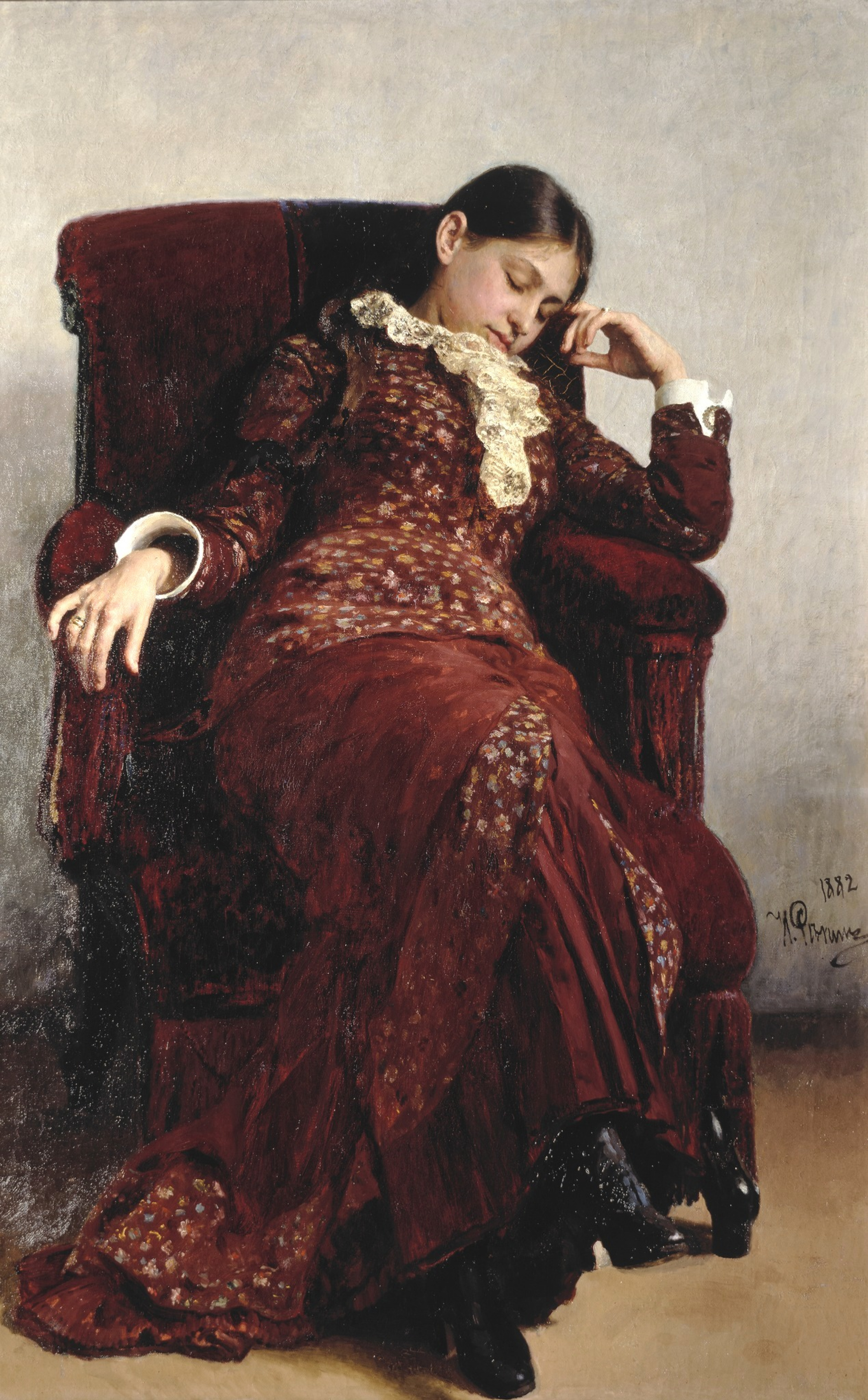
Rustpauze; portret van de vrouw van de kunstenaar, 1882 (zijn eerste vrouw Vera), Tretjakovgalerij, Moskou

In 1882 organiseerde Repin teken- en schilderavonden in zijn atelier in Moskou. Hij had veel contact met schrijver Lev Tolstoj. Datzelfde jaar verhuisde hij naar hoofdstad Sint-Petersburg. Door zijn schilderssessies is hij de leermeester van Valentin Serov en Michail Vroebel.
In 1883 bezocht Repin met Stasov Duitsland, Nederland, Frankrijk, Spanje en Italië. Over de schilderijen van Rembrandt, in het in aanbouw zijnde Rijksmuseum, in Amsterdam kregen zij ruzie: Stasov vond het meesterwerken, terwijl Repin de werken in de Hermitage veel mooier vond. Wel bewonderde Repin de werken van Frans Hals in Haarlem. In Spanje kopieerde Repin werken van Velazquez en Titiaan. Rond deze tijd leefde hij gescheiden van Vera, maar hij zag de kinderen vaak en hij bemoeide zich actief met hun opvoeding. In 1882 scheidden hij en Vera, ze bleven daarna een vriendschappelijke relatie onderhouden.
In 1887 bezocht Repin Rome, Venetië en Florence en verbleef hij op het landgoed van Tolstoj.
In 1889 bezocht hij de wereldtentoonstelling in Parijs en ging hij naar Londen, Zürich en München.
In 1891 zegde hij het lidmaatschap van de 'Peredvizjniki' op, omdat hij het niet eens was met de nieuwe regels. Hij ging naar Moskou en Abramtsevo en had, samen met landschapsschilder Ivan Sjisjkin, een grote tentoonstelling in de Keizerlijke Kunstacademie.
Van 1893 tot 1907 was Repin hoogleraar in de historieschilderkunst aan de Academie te Sint-Petersburg. In de memoires van zijn leerling Dmitri Kardovski staat daaroverː

De invloed van Repin op de leerlingen van de Kunstacademe was enorm. Allen streefden ernaar in zijn klas te komen maar weinigen was dit gegund. Wie aangenomen werd ging meteen door voor een groot talent.

In 1894 reisde Ilja met zijn zoon Joeri door Europa. Zij bezochten o.a. Parijs en Napels. In Napels schilderde Repin een portret van Joeri. Waar dit schilderij is gebleven is niet bekend. Joeri wilde ook kunstenaar worden, maar dit is hem niet gelukt. Hij stierf in 1945, zeer verarmd, in Helsinki.
Tussen 1894 en 1900 konden Repin en zijn mecenas Stasov niet door één deur, omdat Repin zich bezighield met impressionisme en symbolisme, waarmee hij in Parijs en omstreken had kennis gemaakt.
In 1898 leerde Ilja zijn nieuwe levenspartner kennen: Natalia Borísovna Nordman-Severova. Natalja was in het bezit van een van de nieuwste technische snufjes: een draagbare Kodakcamera. Dit had een duidelijke weerslag op de werkwijze van Repin.

### Penati

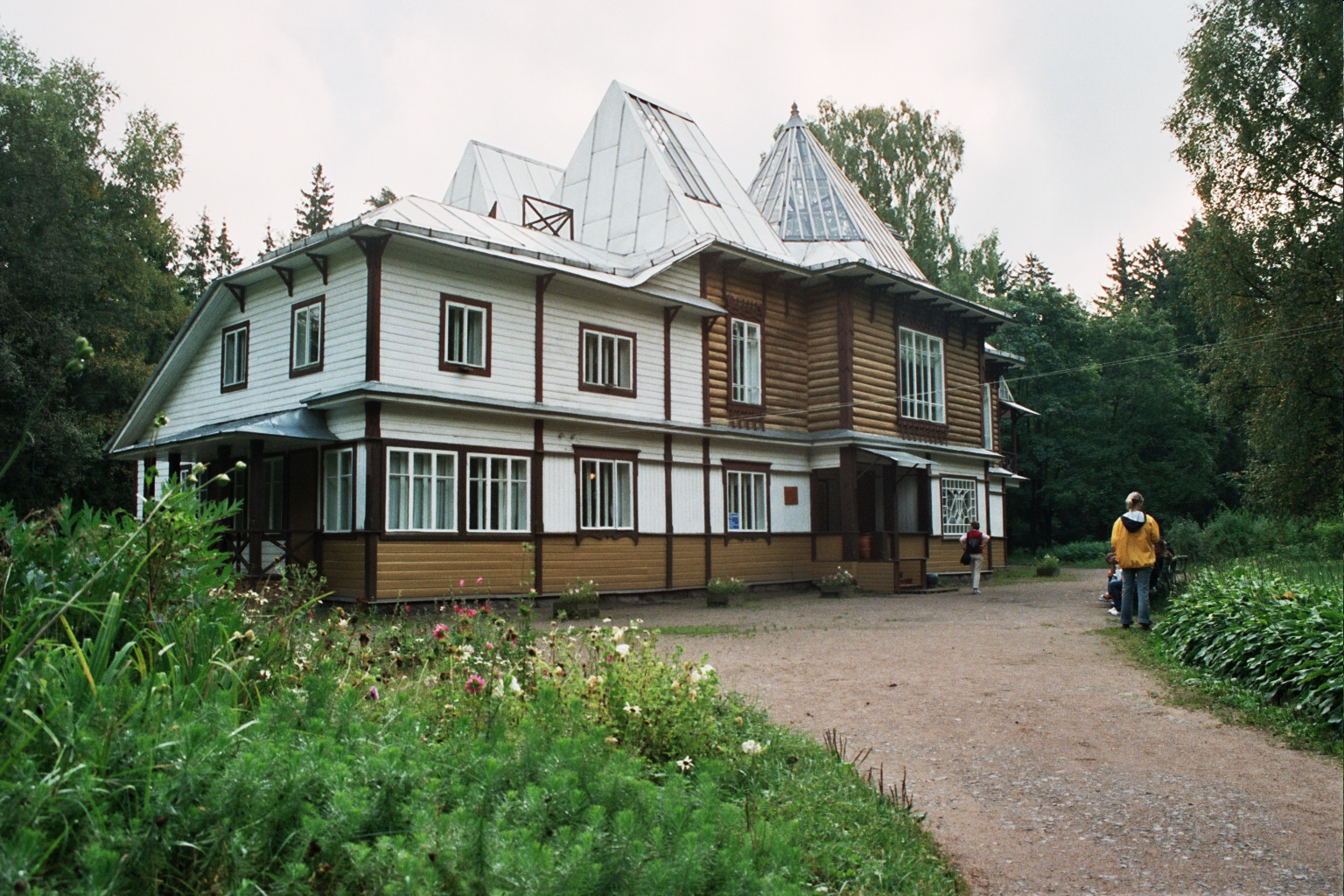
Penati, het door Repin zelf ontworpen en gebouwde huis

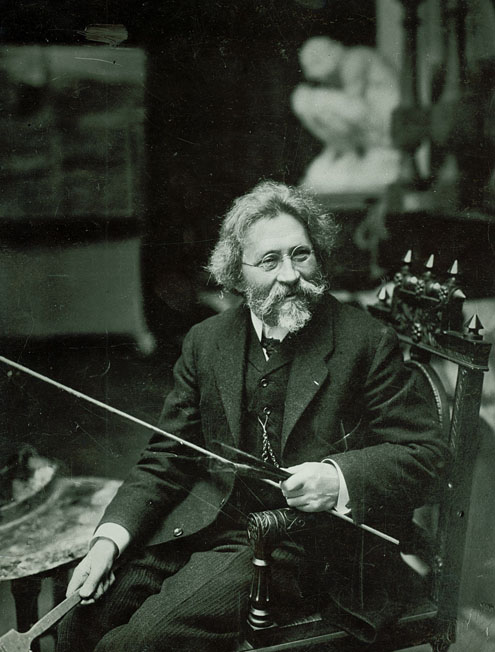
Ilja Repin, 1909

Rond 1900 kocht Repin een landgoed in het toentertijd Finse dorp Kuokkala, 30 km buiten Sint-Petersburg. Op dit landgoed ontwierp en bouwde hij zelf zijn eigen huis en atelier, dat Penati wordt genoemd (naar het Latijnse woord penates, dat beschermgoden betekent). Het huis is speciaal ingericht met veel glazen daken, zodat hij op alle momenten van de dag over een goede lichtinval kon beschikken.
Penati lag in het groothertogdom Finland, dat tot het keizerrijk Rusland behoorde maar een 'status aparte' genoot en waar dus veel liberalere wetten golden. Het was dan ook een toevluchtsoord voor critici van het tsaristisch bewind. Maksim Gorki was in die tijd de meest populaire schrijver van Rusland, geliefder dan Anton Tsjechov en Lev Tolstoj. Gorki, die regelmatig in Rusland problemen had met het bewind en met het publiceren van zijn geschriften, kwam vaak op Penati om zijn 'verboden' werk voor te dragen. Zo ook werden er op Penati, dat een toevluchtsoord was voor critici van het tsaristische regime, voor Rusland controversiële, toneelstukken en gedichten voorgedragen en romans uitgebracht.
In 1903 kreeg Repin last van artrose in zijn rechterhand. Vanaf 1907 ging hij met zijn linkerhand schilderen, wel ten koste van de kwaliteit. Later ontwierp hij een palet dat hij om zijn middel kan dragen.
Vanaf 1918 is hij Fins staatsburger, omdat het plaatsje aan de Finse Golf, waar zijn landgoed stond, tot Finland ging behoren. Hij overleed er op 29 september 1930; de stoffelijke resten zijn op het landgoed begraven.
In de oorlog is het huis tot de grond toe afgebrand, maar men heeft het huis gereconstrueerd en herbouwd. Nu doet het dienst als museum.
Het plaatsje is onder Sovjetbewind naar hem genoemd: Repino.

## Sociaal-kritische schilderijen
Repin wordt gerekend tot de belangrijkste sociaal-realisten in de schilderkunst van eind 19e en begin 20e eeuw. Zijn schilderijen verhalen over het leven in Rusland.
Voor Repin moest alles afgebeeld worden als in de werkelijkheid. Hij besteedde dan ook zeer veel aandacht aan allerlei details. Van zowel de personen uit De Wolgaslepers als van vele details van andere schilderijen bestaan talloze schetsen betreffende houding, gezichtsuitdrukking, kleding en dergelijke. Regelmatig wijkt hij op zijn schilderijen op details af van zijn schetsen. Uit röntgenopnamen is bekend dat hij nog tijdens het schilderen veranderingen aanbracht. Zie hiervoor ook de beschrijvingen van De Wolgaslepers en Onverwacht.
De invloed van de Franse impressionisten, die hij gezien heeft toen hij omstreeks 1875 in Parijs woonde, is terug te vinden in het gebruik van kleur, licht en schaduw in de latere schilderijen van Repin; o.a. in Onverwacht. Zelf werd hij nooit een impressionist; zijn stijl heeft meer weg van de oude Europese meesters uit de 17e eeuw.

### Maatschappijkritisch
Zijn schilderij De Wolgaslepers (1873) geeft de beste uitbeelding van de schrijnende werkelijkheid in die tijd; Stasov beschrijft dit schilderij uitvoerig en enthousiast in een artikel aan de redactie van de Peterburgskaja Gazeta. Kenmerkend in dit schilderij is dat elk gezicht zijn eigen karakter heeft.
Repin verwoordt met dit schilderij zijn eigen overtuigingen:
- een krachtig geloof in de waardigheid van ieder menselijk individu; elk van de slepers heeft dan ook zijn eigen karakter
- een verachting van elke vorm van onderdrukking
- een overgave aan de kunst
- kunst moet voor een breed publiek toegankelijk en begrijpelijk zijn.

### Naród (наро́д,het volk)

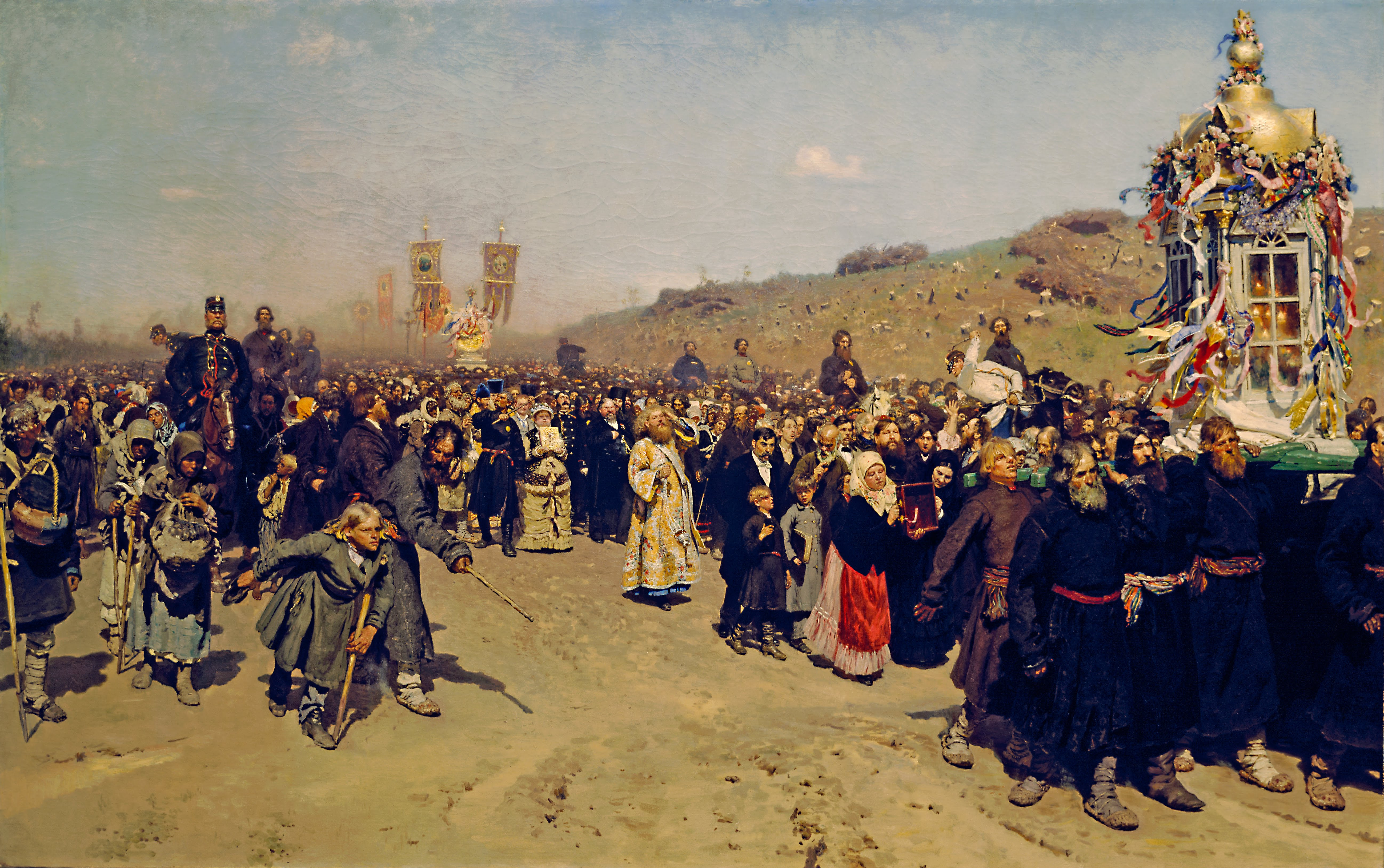
Processie in het Gouvernement Koersk (1881-1883), Tretjakovgalerij, Moskou

Het gevolg van de hervormingen, o.a. afschaffing van het lijfeigenschap, en de modernisering van de Russische maatschappij in de jaren 70 van de 19e eeuw, was dat steeds meer talentvolle jonge mensen in staat waren zich te ontwikkelen en zich in de grote steden vestigden. Zij kregen echter, vanwege hun achtergrond, weinig of geen aansluiting bij de stedelijke elite. Een deel van deze nieuwe Russische intelligentsia radicaliseerde en was van mening dat de toekomst van Rusland beter in handen was van het volk (наро́д) dan van de heersende aristocratische cultuur. Het gewone volk zou, als het zich bewust werd van zijn mogelijkheden, een niet te stuiten kracht zijn, die eerst Rusland, en daarna de hele wereld, zou gaan leiden.
Teneinde deze naród weer te geven besloot Repin een typisch Russische processie te schilderen. In 1879 doet hij dit in Processie in het eikenbos en in 1881-1883 in Processie in het Gouvernement Koersk. Op beide schilderijen is een oprukkende volksmassa uitgebeeld, die niet is te stuiten en op beide schilderijen eist het volk de afschaffing van de lijfeigenschap en emancipatie van de massa.

### Revolutionairen

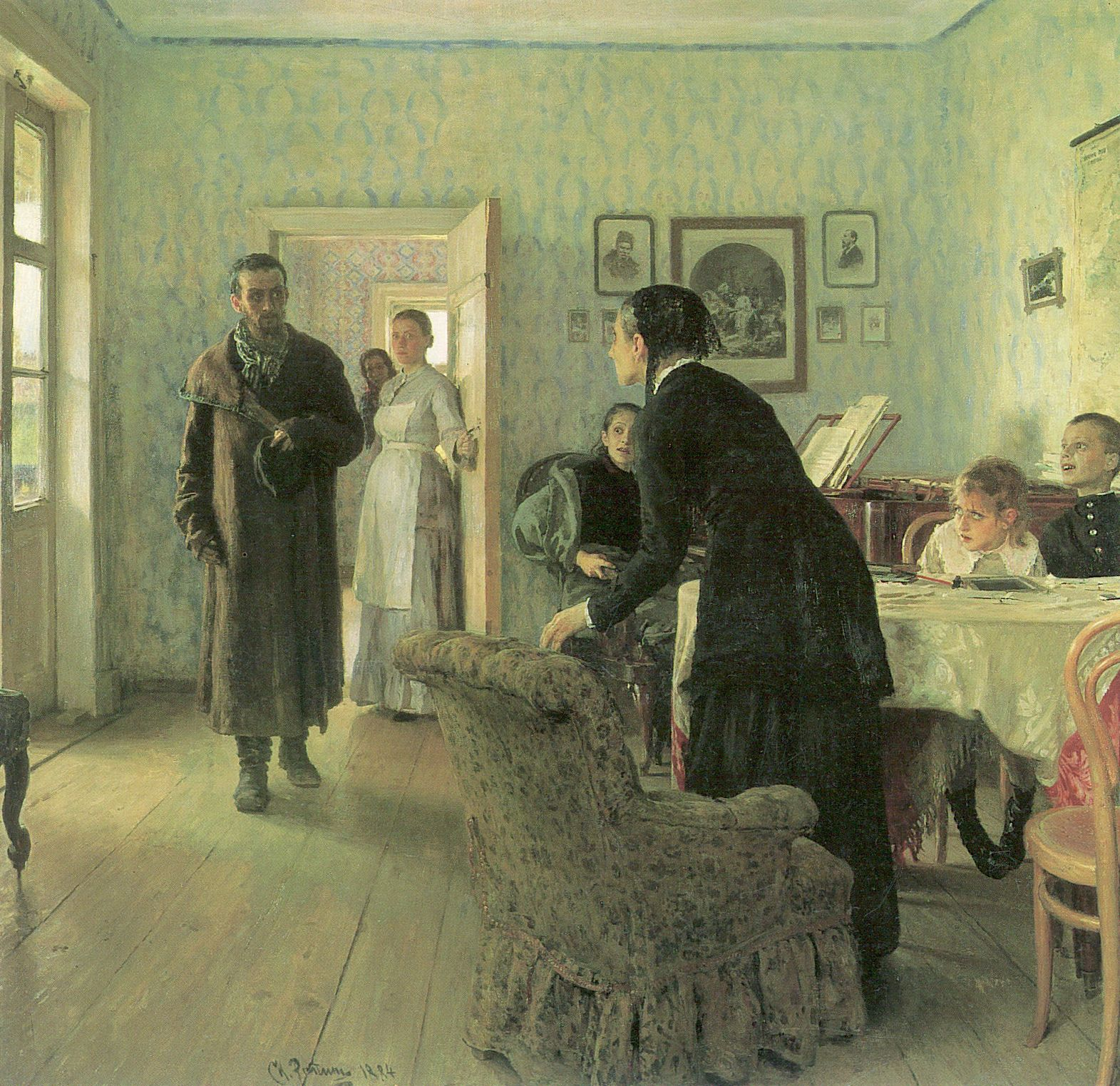
Onverwacht (1884-1888), Tretjakovgalerij, Moskou

Na zijn terugkeer uit Parijs in 1876 werd Repin getrokken door revolutionairen, die door hun propagandistische activiteiten meer en meer het intellectuele debat gingen beheersen. Er kwamen steeds meer aanslagen op hoogwaardigheidsbekleders. In 1881 resulteerde dit in een moordaanslag van de militante organisatie Narodnaja Volja op tsaar Alexander II, die op 13 maart door een bom onder zijn koets gedood werd. Repin was zelf geen revolutionair, maar maakte wel een aantal schilderijen rond het thema revolutie, o.a.:
- Arrestatie van een propagandist (1878); de arrestatie van een jonge man, die naar een dorp is gekomen om revolutionaire literatuur te verspreiden. Democratisch gezinde intellectuelen trokken van de stad naar het platteland en wilden de bevolking overhalen de tsaristische regering te bestrijden.
- De weigering van de biecht (1789-1885); een ter dood veroordeelde revolutionair weigert de biecht en de bijbehorende zegen en blijft daardoor trouw aan zijn principes.
- De samenkomst (1883); jonge mensen discussiëren over het voeren van revolutionaire strijd in een gespannen sfeer, waarbij iemand een hartstochtelijk betoog houdt
- Onverwacht (1888); een revolutionair keert terug uit ballingschap, stapt onverwacht het huis van zijn gezin binnen en vraagt zich af of hij door zijn gezin geaccepteerd zal worden. Repin is hier een meester in het oproepen van sfeer, bijvoorbeeld lezen we de vermoeidheid van de man, zien we het ongeloof van zijn moeder, de aarzeling van de dienstbode, de blijde herkenning door de zoon, het dochtertje dat zich afvraagt wie dit is en de vrouw, die hem niet herkent als haar echtgenoot.

Ook het schilderij Jaarlijkse herdenkingsbijeenkomst bij de muur van de Communards op Père-Lachaise in Parijs (1883), dat Repin schilderde tijdens een grote reis met Stasov door Europa, kan tot dit thema worden gerekend. Hierop staat een enorme mensenmassa, die vele sprekers uit het volk aanhoorde en de redevoeringen onderstreepte met het luidkeels uitgeroepen Vive la révolution sociale!

### Overige schilderstukken

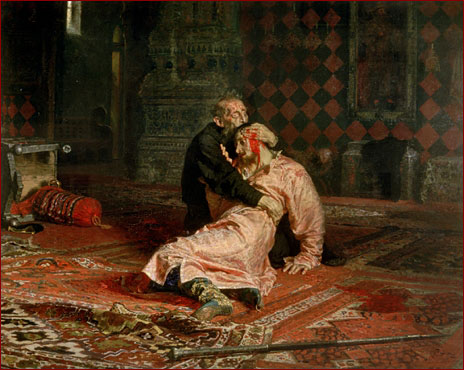
Ivan de Verschrikkelijke bij het lijk van zijn zoon (1885), Tretjakovgalerij, Moskou

Naast commentaren op sociale gebeurtenissen schildert hij ook:
- gebeurtenissen van historische betekenis, o.a.:
  - De kroning van Nicolaas II en grootvorstin Alexandra Fedorovna (1894)
- historiestukken, o.a.:
  - Prinses Sofia Aleksejevna op de dag van de voltrekking van de doodstraf van de Streltsy en de marteling van al haar bedienden in 1698, een jaar na haar opsluiting in het Novodevitsjiklooster (1879)
  - De Zaporozje-Kozakken schrijven de Turkse sultan een brief (1880-1891)
  - Ivan de Verschrikkelijke bij het lijk van zijn zoon (1885); dit werd voor het eerst tentoongesteld in de Salon in Parijs. Verschillende vrouwen vielen daarbij flauw[8][9]; niet zozeer door de intensiteit van het werk, maar vooral door hun extreem ingesnoerde taille, die mode was in die tijd.[bron?]

### Controversieel
Repins werk werd, juist door het sociaal-kritische karakter ervan, door de Sovjetautoriteiten na 1928 aangemerkt als voorbeeld van de Sovjet-schilderkunst, het socialistisch realisme. Andersoortig werk was niet toegestaan. Daarom werd zijn werk in de Sovjet-Unie enigszins controversieel; enerzijds werd hij als groot (zo niet de grootste) kunstschilder vereerd, anderzijds werd hij, vanwege de door de Communistische Partij opgelegde plicht om in de trant van Repin te schilderen, ook verfoeid.

## Portretten

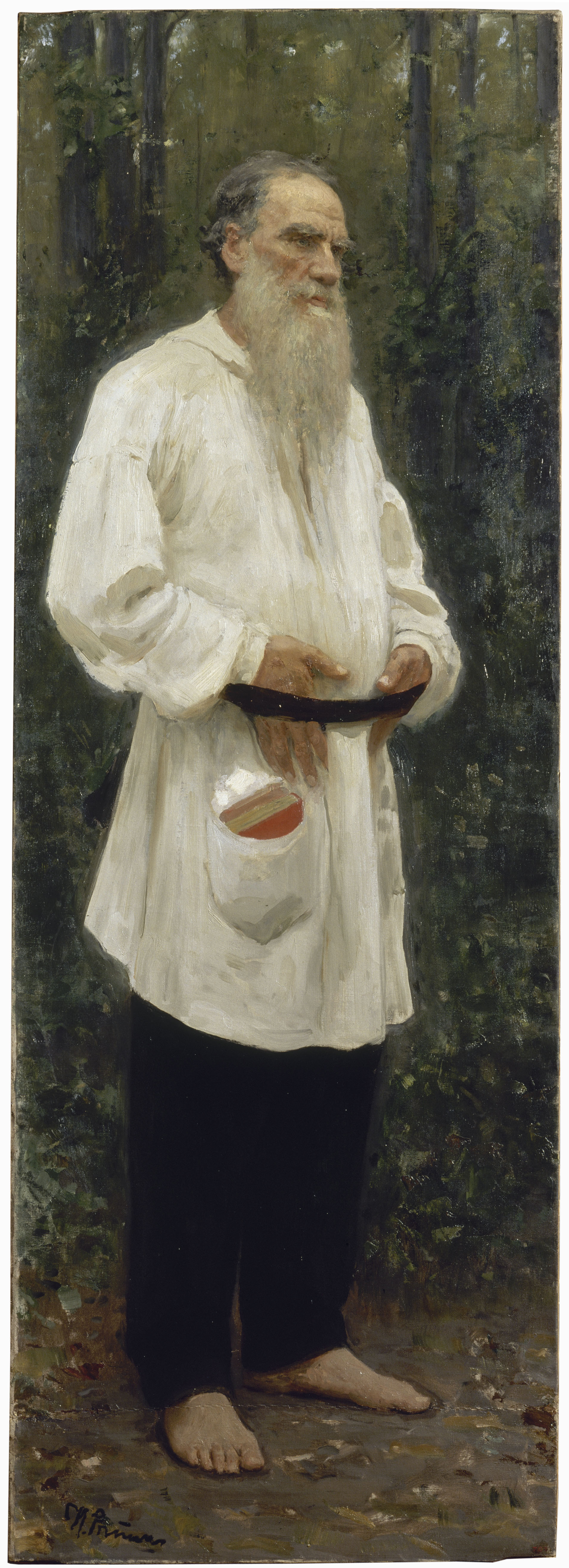
Tolstoj op blote voeten (1901), Russisch Museum, Sint-Petersburg

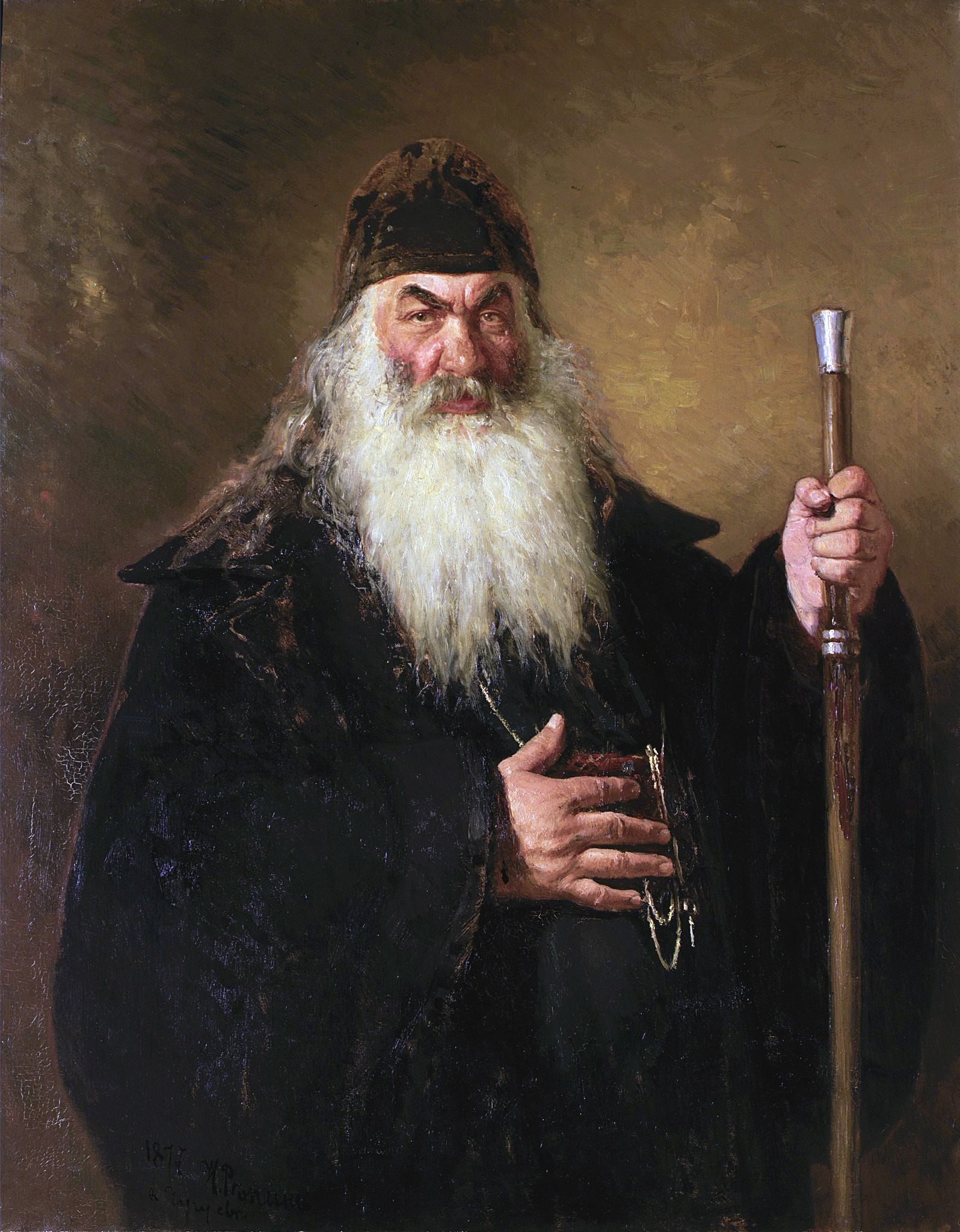
De aartsdiaken (1877), Tretjakovgalerij, Moskou

Een bijzondere plaats nemen bij Repin de portretten in. Repin schildert geen tronies maar karakters; hij is zeer geïnteresseerd in de geportretteerde persoon en dit geldt zowel voor volwassenen als voor kinderen. Hoe hechter de persoonlijke relatie met de geportretteerde, hoe hoger de kwaliteit van het portret.
Repin noemt Rembrandt regelmatig zijn grote leermeester. Kenmerken daarvan zou men in zijn vroegere portretten kunnen herkennen. Voorbeelden daarvan zijn Jood in gebed (1875) en De aartsdiaken (1877), waarin wij een hoofdfiguur zien met een krachtige persoonlijkheid, met wie, ook fysiek, niet viel te spotten; zeker wanneer je zijn handen ziet en de manier waarop hij zijn staf vasthoudt.
Aan het begin van de jaren 80 portretteert Repin de adellijke 'upper-class' van mondain St Petersburg, veelal in opdracht van Tretjakov.
Aan Modest Moessorgski zien we dat hij niet lang meer te leven heeft. Voor graaf Lev Tolstoj, van wie hij maar liefst 70 portretten en schilderingen heeft gemaakt, heeft Repin grote bewondering als schrijver/denker en vertegenwoordiger van de adel, getuige zijn levensgrote portret uit 1901 (Tolstoj op blote voeten). Met dit portret protesteerde Repin tegen de excommunicatie van Tolstoj door de Russisch-orthodoxe Kerk.

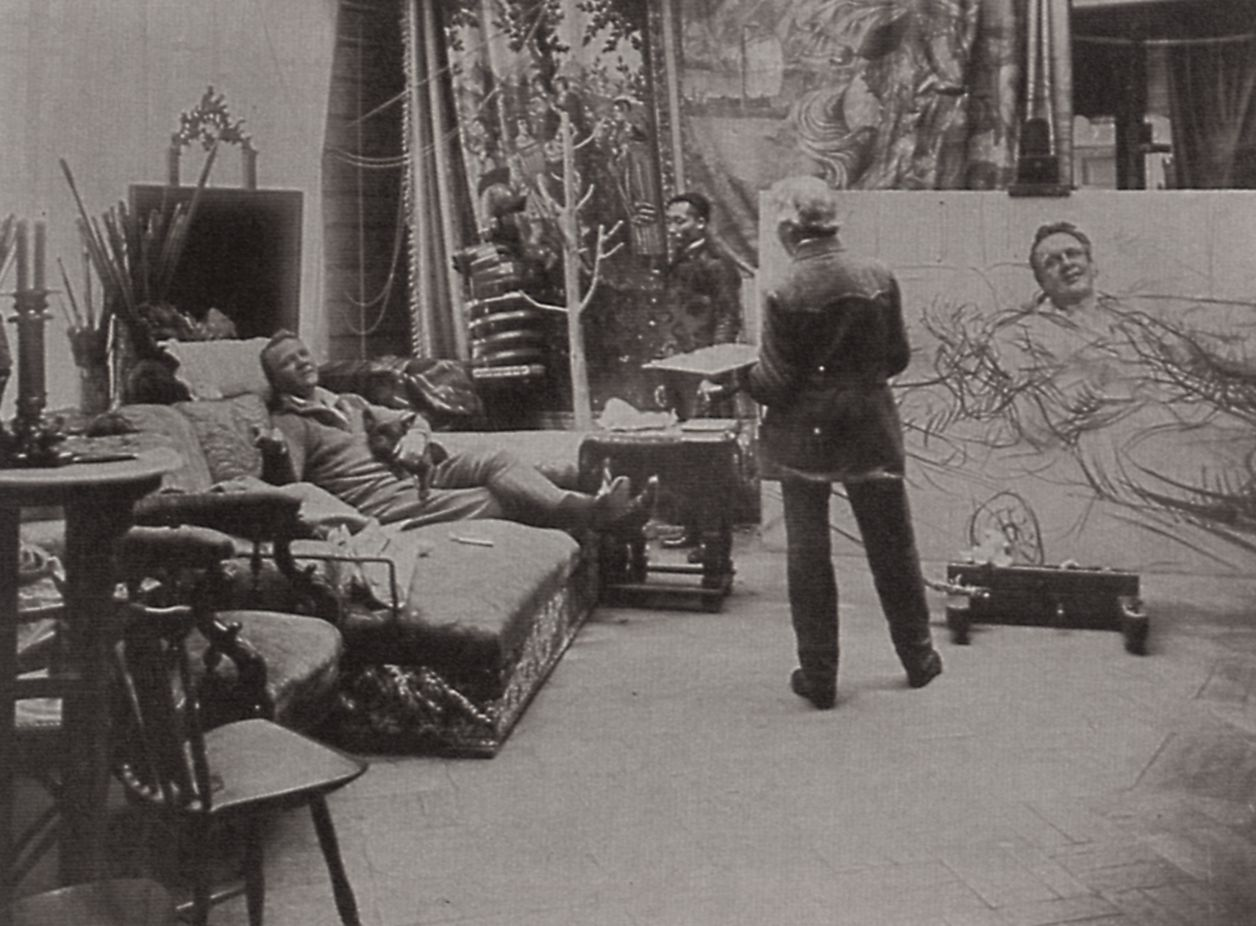
Repin portretteert de bas Fjodor Sjaljapin in 1914

In 1914 maakt hij een portret van de beroemde bas Fjodor Sjaljapin. Vanwege artrose in zijn handen kon hij zijn verfkwasten alleen nog in zijn vuisten klemmen. Het resultaat echter viel hem zó tegen dat hij in woede ontstak en het portret vernietigde. Hiervan bestaat alleen nog een foto.

## Schrijver
Repin heeft tegen de 10.000 brieven geschreven met het oog op de toekomstige kunsthistoricus, die ... me dankbaar zal zijn voor mijn intieme bijzonderheden. Naast het belang dat zij hebben voor zijn biografie zijn zij tevens van belang voor het inzicht in de Russische cultuur van eind 19e en begin 20e eeuw. Hij besprak o.a. de sociale omstandigheden in de brieven met zijn vriend en mecenas Vladimir Stasov, die over deze brieven zei: Wat een verbazingwekkende wonderen zitten daartussen! Wat een leven, hunkering, kracht, levendigheid, schoonheid en kleur!
Hij correspondeerde met Ivan Kramskoj, Dmitri Mendeleev, Lev Tolstoj, Pavel Tretjakov, Anton Tsjechov en met vele anderen. Tijdens een reis door Europa schreef Repin Brieven over Kunst, die gepubliceerd werden in een krant in de jaren negentig. Kinderboeken- en memoireschrijver Kornej Tsjoekovski, die met hem begin 20e eeuw kennis maakte, vroeg Repin te schrijven over het ontstaan van de vroegere schilderijen en portretten. De brieven hierover kregen het karakter van een autobiografie.
Zijn boek Van ver en dichtbij (Далёкое близкое, ’Daljokoje blizkoje'), in feite een verzameling autobiografische geschriften, bestaat vooral uit herinneringen aan levens van anderen. Brieven over Kunst is ook, postuum in 1937, als boek verschenen, samengesteld door Tsjoekovski.
Negenenvijftig brieven van Repin aan Maria vorstin Tenisjeva zijn geschonken aan de Fondation Custodia, opgericht door verzamelaar en kunstkenner Frits Lugt. Deze brieven, die slechts een deel vormden van haar uitgebreide correspondentie met vertegenwoordigers van kunst, cultuur en wetenschap, omvatten waarschijnlijk haar volledige correspondentie met Repin tussen 1891 en 1902. Begin 1900 schreef Repin ook in het tijdschrift Mir Iskoesstva van Sergej Djagilev.
Geen van de geschriften van Repin is uit het Russisch in het Nederlands vertaald.

## Collectie
Pavel Tretjakov en Repin hadden gedurende ongeveer 30 jaren een levendige en oprechte vriendschap. Tretjakov was een mecenas van Repin. De Tretjakovgalerij in Moskou bezit dan ook meer dan 150 schilderijen en honderden tekeningen, aquarellen en pastellen.
Ook het Russisch Museum in Sint-Petersburg bezit veel van de werken van Repin.

## Overige media
In de Russische stad Samara staat sinds 11 september 2014 aan de Wolga een monument gewijd aan de Wolgaslepers ter gelegenheid van de 170e geboortedag van Ilja Repin.
In 1969 (125e geboortejaar van Repin) en in 1997 is dit schilderij op Russische postzegels verschenen.

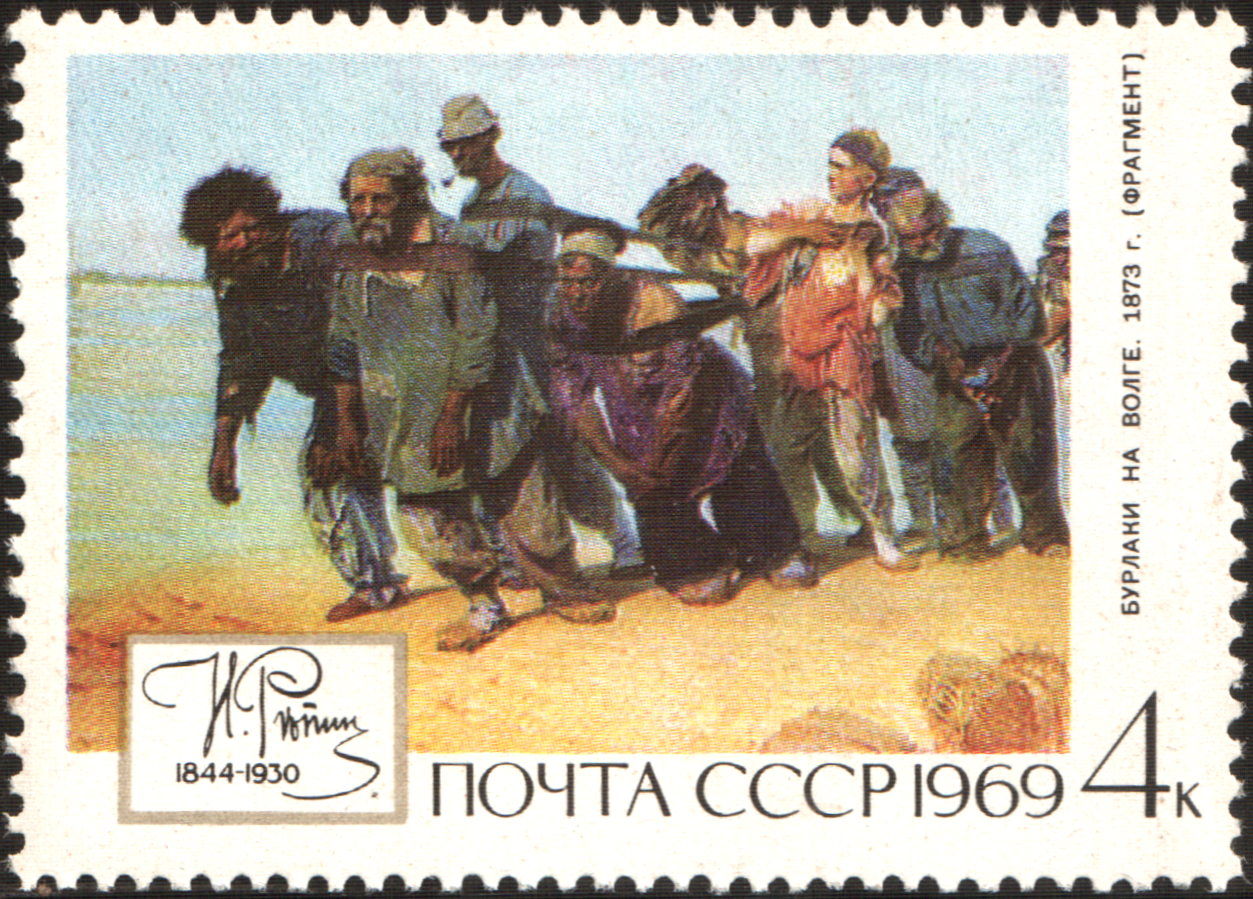
Russische postzegel uit 1969
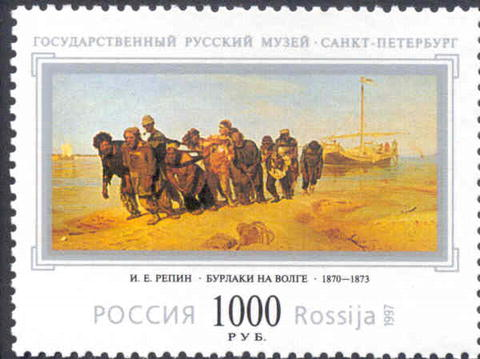
Russische postzegel uit 1997

## Tentoonstellingen

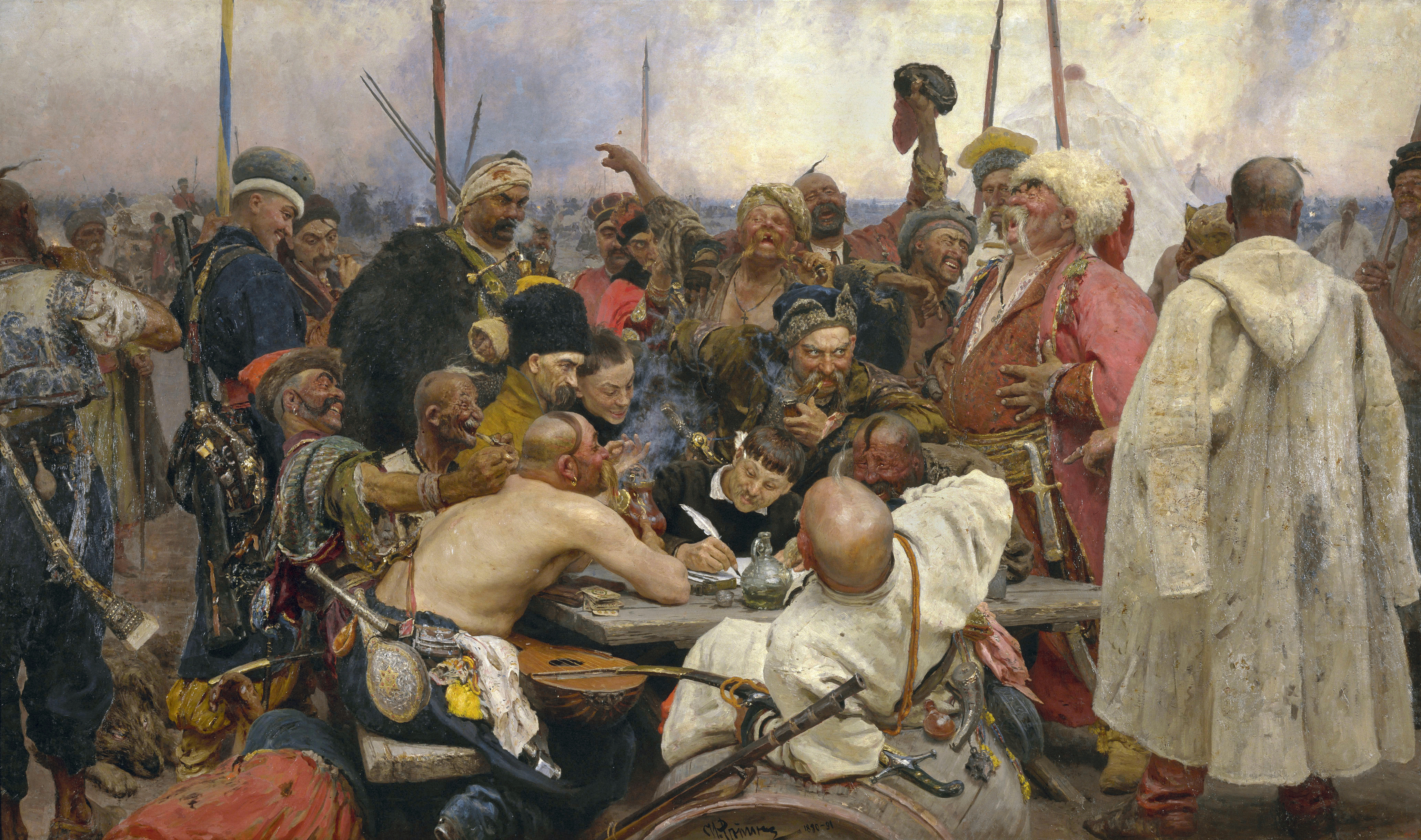
De Zaporozje-Kozakken schrijven de Turkse sultan een brief (1880-1891), Russisch Museum, Sint-Petersburg

Vanaf 15 december 2001 tot en met 7 april 2002 werd de tentoonstelling Het geheim van Rusland van het werk van Repin gehouden in het Groninger Museum. Tijdens deze tentoonstelling was werk van Repin uit zowel het Russisch Museum in Sint-Petersburg als de Tretjakovgalerij in Moskou te zien. De documentaire Ilja Repin, schilder van de Russische ziel geeft hierover achtergrondinformatie.
Vanaf 24 september 2016 tot en met 2 april 2017 werd de tentoonstelling Peredvizhniki - Russisch Realisme rond Repin 1870-1900 gehouden in het Drents Museum te Assen, met 72 werken uit het Russisch Museum in Sint-Petersburg.
Vanaf 5 oktober 2021 tot en met 23 januari 2022 was er een retrospectieve van het werk van Repin in het Petit Palais in Parijs.